# Aéroport de Perpignan-Rivesaltes
L'aéroport de Perpignan-Rivesaltes (code IATA : PGF • code OACI : LFMP), parfois appelé Aéroport - Sud de France, est un aéroport du département des Pyrénées-Orientales.
Sa gestion est assurée par La Société Publique Locale Aéroportuaire Régionale (SPLAR) depuis le 1er janvier 2020. Son trafic annuel est de 447 084 passagers (2019).

## Historique
L'aéroport était à l'époque de l'Aéropostale un lieu d'escale pour ses pilotes dont Mermoz. Le plus ancien utilisateur de la plateforme est l'aéroclub du Roussillon qui depuis le 29 octobre 1910 regroupe les passionnés d'aviation du département. Inauguré le 13 mai 1923, l'aérodrome de la Llabanère, du nom d'un petit cours d'eau, permet à Perpignan de prendre une place importante dans le ciel français.
Dès cette époque, l'Aéropostale fait de Perpignan une escale aérienne incontournable vers l'Afrique du Nord. En 1930, Costes et Bellonte, les vainqueurs de l'Atlantique Nord au sommet de leur popularité, créent l'événement en faisant étape en Roussillon. L'aérodrome vit par la suite au rythme d’événements qui marquent l'histoire : la guerre d'Espagne et la Seconde Guerre mondiale.
Après-guerre, Perpignan devient tête de ligne pour la traversée de la Méditerranée en direction de l'Algérie et du Maroc. Dans les années 1950, l'attrait de la Costa Brava ouvre la belle époque des charters anglais. En 1963, l'aérogare est détruite pour être remplacée par une plus moderne et surtout plus vaste.
L'inauguration a lieu le 18 avril 1964 (pour la première tranche des travaux) et le 22 juillet 1965 (pour la seconde tranche). Enfin le 25 février 1964 est la date de la consécration : Perpignan-Rivesaltes est classé aéroport international, cinquième plus grand de France.
Le 21 décembre 1964, la compagnie aérienne Europe Aéro Service créée par Georges Masurel  directeur de la société AERO-SAHARA, s'installe à Perpigan-Rivesaltes et ouvre des lignes régulières au départ de Perpignan comme vers Palma (1966) ou Lyon (1969). 
En 1977, le terrain est débaptisé. La Llabanère devient l'aéroport international Perpignan-Rivesaltes,  le terroir de Rivesaltes saisissant là l'occasion d'accroître la notoriété de son terroir viticole.
Fin 1991, EAS est reprise quelques mois après son dépôt de bilan par le financier Francis Lagarde qui créé EAS Europe Airlines mais elle cessait ses opérations de compagnie aérienne le 6 mars 1995 pour se concentrer qu'à la maintenance lourde des aéronefs sous l'appellation EAS Services.
Le 28 novembre 2008, un Airbus A320 qui effectue un vol technique au départ de l'aéroport de Perpignan et est en phase d'approche pour y effectuer un posé-décollé (atterrissage suivi d'un redécollage sans arrêt sur la piste) s'abîme en mer.
Après 50 ans de gestion par la Chambre de commerce et d'industrie de Perpignan et des Pyrénées-Orientales, Veolia prend la gestion de l'aéroport le 22 avril 2011. Décision du conseil mixte par 9 voix pour et 2 contre.
Depuis le 1er  janvier 2020, la Société Publique Locale Aéroportuaire Régionale (SPLAR) assure la gestion de l'aéroport, dans le cadre d'un contrat de délégation de service public de 10 ans. Cette SPL obtient également la gestion de l'aéroport de Carcassonne-Salvaza pour la même durée. En janvier 2021, l'aéroport de Tarbes-Lourdes-Pyrénées les rejoint dans cette même structure.
Le 5 septembre 2018, quelque 150 passagers et membres d'équipage d'un vol en provenance d'Oran sont contraints de rester confinés dans l'avion, par suite à une suspicion de choléra à bord. Après vérifications, il s'est avéré que le passager en question n’était pas porteur de la maladie et les passagers ont pu être débarqués après désinfection des mains. L'avion en question, un Boeing 737 de la compagnie ASL Airlines France, a également dû subir une désinfection.
Le 25 juillet 2019, après une répétition en vue d'un show aérien l’après midi même à Saint-Cyprien (Pyrénées-Orientales), un Alpha jet de la Patrouille de France, l'Athos 2, rate son atterrissage, dérape et sort de la piste, traverse la route départementale longeant l'aéroport puis s'écrase contre un terre-plein. Alertés par le contrôle aérien de l'aéroport, les pompiers sont intervenus très rapidement. Lors de cet accident spectaculaire, seul le pilote a été légèrement blessé après s’être éjecté avant l'impact.

## Situation
| \| 20 km1:2 341 000 \| Albi · Le Sequestre Montauban Millau · Larzac Cassagnes · Bégonhès Villefranche-de-Rouergue Mende · Brenoux Nogaro Condom · Valence-sur-Baïse Cahors · Lalbenque Figeac · Livernon Lasbordes Muret-Lherm · Saint-Gaudens · Montréjeau Bagnères · de-Luchon Pamiers · Les Pujols Saint-Girons · Antichan Castelnaudary · Villeneuve Lézignan · Corbières Alès · Cévennes Toulouse · Blagnac Francazal · Auch · Gers Castres · Mazamet Rodez · Aveyron Tarbes · Lourdes · Pyrénées Brive · Souillac Carcassonne · Salvaza Montpellier · Méditerranée Béziers · Cap d'Agde Nîmes · Garons Perpignan · Rivesaltes |
| 20 km1:2 341 000 |

## Superficie
Le complexe aéroportuaire se compose de deux pistes et d'un bâtiment central (un terminal).
- Piste principale (15/33)
  - dimensions : 2 500 m × 45 m
  - orientation : 33/15
  - nature du revêtement : bitume
  - aides à l'atterrissage : ILS Cat. I
  - balisage lumineux : HI - PAPI
- Piste secondaire (13/31)
  - dimensions : 1 260 m × 25 m
  - orientation : 13/31
  - nature du revêtement : bitume
- Traitement des passagers
  - surface de l'aérogare : 1 715 m2
  - capacité annuelle de traitement : 700 000 pass.
  - Hangar aéronef : 1 020 m2
- Traitement du fret
  - surface de l'aérogare : 850 m2
  - aire de stationnement : 3 720 m2 parking camions
  - hangar aéronef : 1 020 m2
- Divers
  - Superficie aménagée de 200 hectares
  - Capacité de l'aérogare commerciale : 800 000 personnes/an
  - Aérogare fret offrant 850 m2 de stockage et de bureaux
  - Parkings avions permettant le stationnement simultané d'un B747, A330/A340, de A300 et de A320.
  - Piste principale orientée 330°/150°, d'une longueur totale de 2 500 mètres, permettant l'atterrissage et le décollage de tous types d'avions avec une ouverture de 6 h à 22 h 30.
  - L'aéroport de Perpignan a été choisi pour les vols d'essais de l’A380, A350, A330neo ainsi que du Beluga et d'autres appareils Airbus et ATR.
  - Accès direct à tous les autres sites de la plate-forme multimodale « Pyrénées-Méditerranée ».

## Compagnies aériennes et destinations
Pour l'été 2019, 12 destinations directes sont proposées depuis l'aéroport de Perpignan et des centaines de correspondances possibles sur les aéroports de Paris CDG et Orly ainsi qu'à Dublin. 6 compagnies aériennes régulières sont présentes à Perpignan.
Des vols charters ski sont organisés en hiver chaque dimanche en provenance de Dublin. Ces vols sont opérés par Aer Lingus.
| Compagnies          | Destinations |
| ------------------- | --- |
| Aer Lingus          | En saison: Dublin                                                                                                   |
| ASL Airlines France | En saison: Oran-Ahmed-Ben-Bella                                                                                     |
| Ryanair             | Agadir-Al Massira,Charleroi Bruxelles-Sud, Marrakech-Ménara En saison: Birmingham, Leeds-Bradford, Londres-Stansted |
| Transavia France    | Paris-Orly |
| Volotea             | En saison: Lille Lesquin, Nantes-Atlantique                                                                         |

Sources 
Actualisé le 04/01/2025

## Activités aéroportuaires
La plateforme accueille aussi un centre de maintenance (New EAS, originellement EAS (Europe Aero Service), qui est repris en janvier 2019 par Sabena Technics) pour la maintenance des avions de type Boeing 727, 737, 757, 767, MD-80 et  Airbus A340, A330, A321, A320, A319 et A318. L'aéroport Perpignan-Rivesaltes a également un contrat de 10 ans avec Airbus comme centre d'essais techniques en vol pour l'Airbus A380[Quand ?]. La situation géographique de cet aéroport réunit des conditions d'essais très complexes : vent, montagne, neige, air sec, fortes températures. Raisons qui ont poussé Airbus à en faire un de ses nombreux centre d'essais. EAS Industries a fait construire un nouveau hangar afin d'accompagner son développement et permettant d'accueillir des appareils long courriers (A340, A330 et B767).
La création d'un Pôle Aéronautique par le Syndicat Mixte de l'Aéroport de Perpignan], attire depuis 2016 de nouvelles activités : écoles de pilotage, ateliers de maintenance, et même un restaurant.

## Galerie

### Photographies de l'aéroport

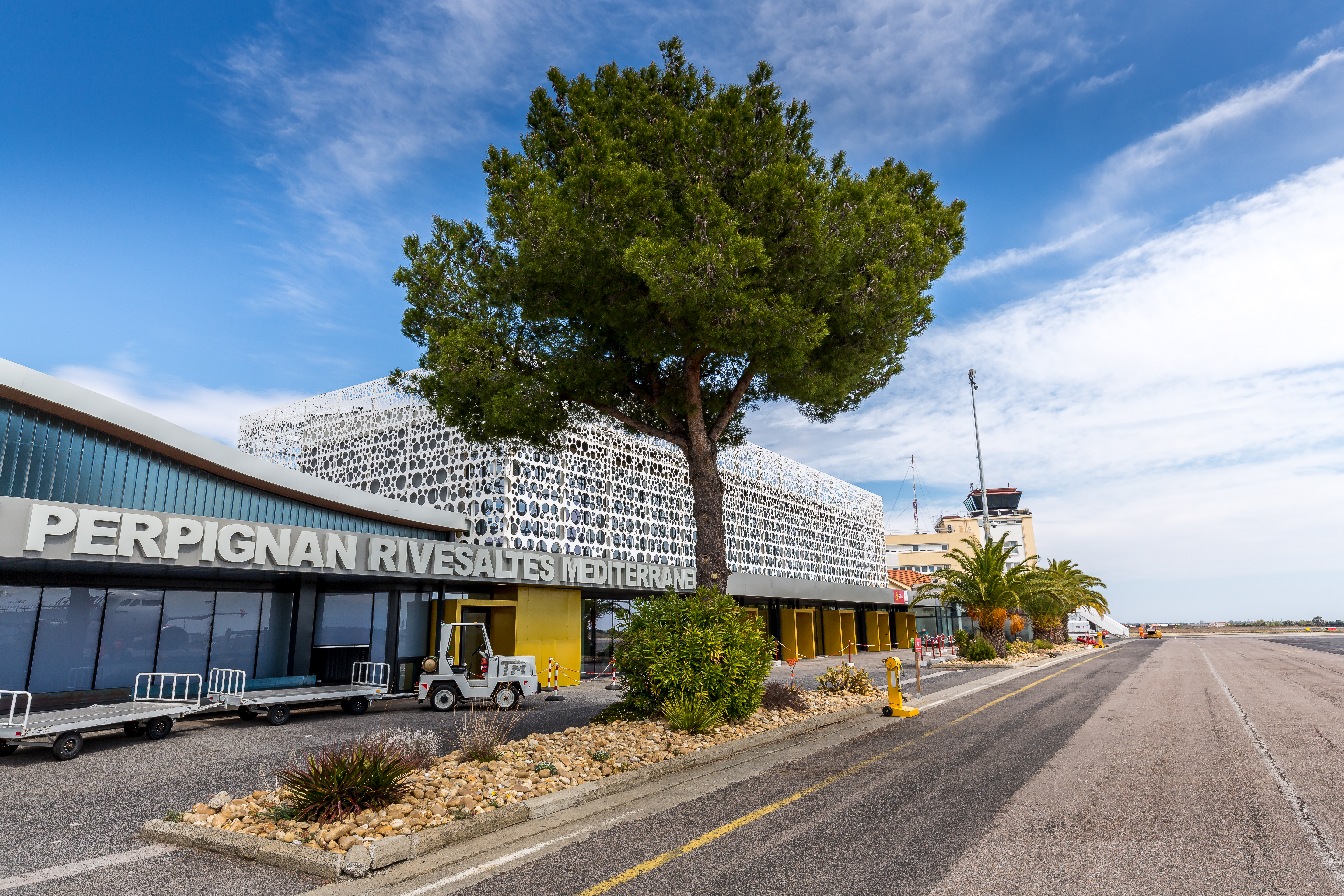
Aéroport Perpignan-Rivesaltes
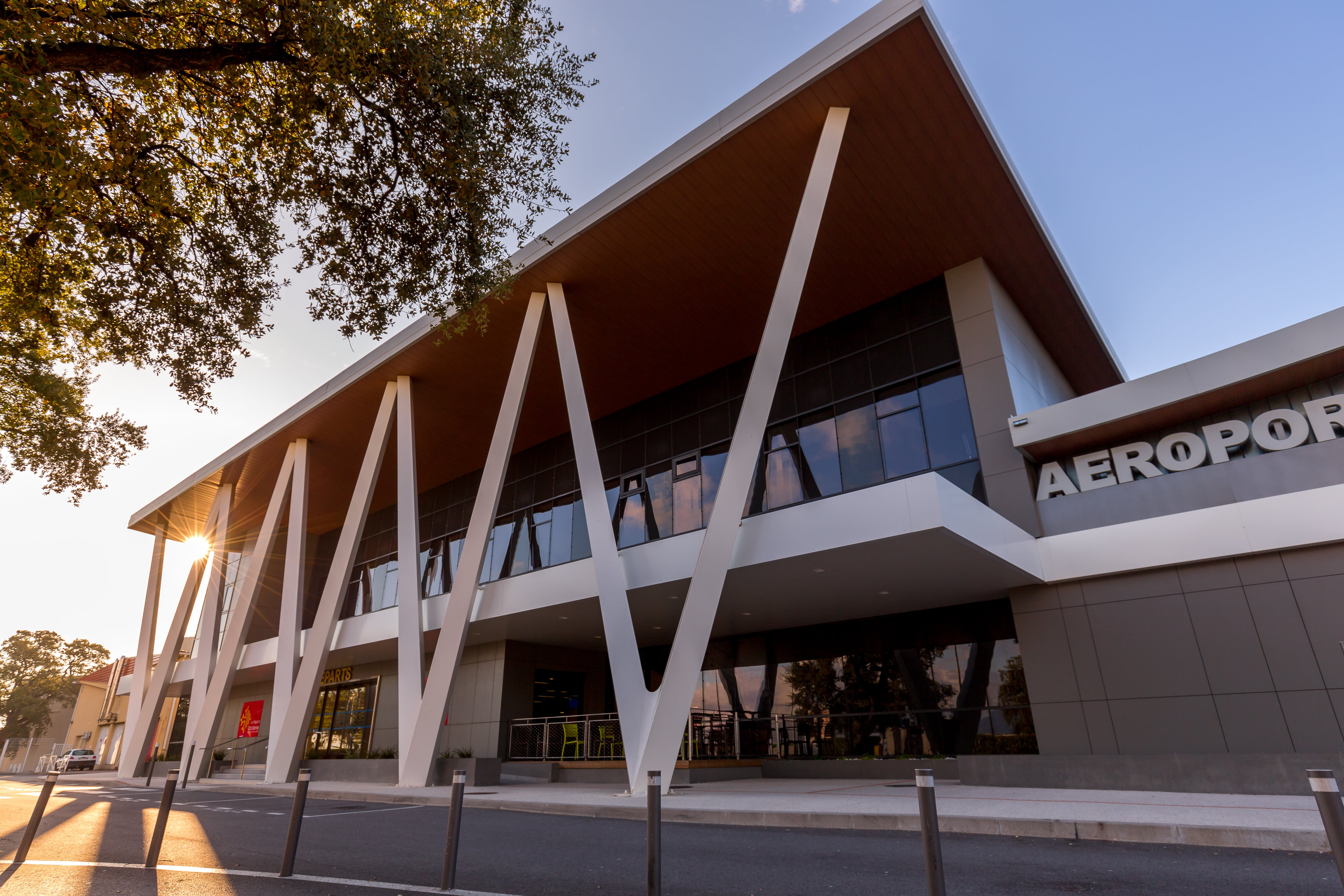
Hall des départs
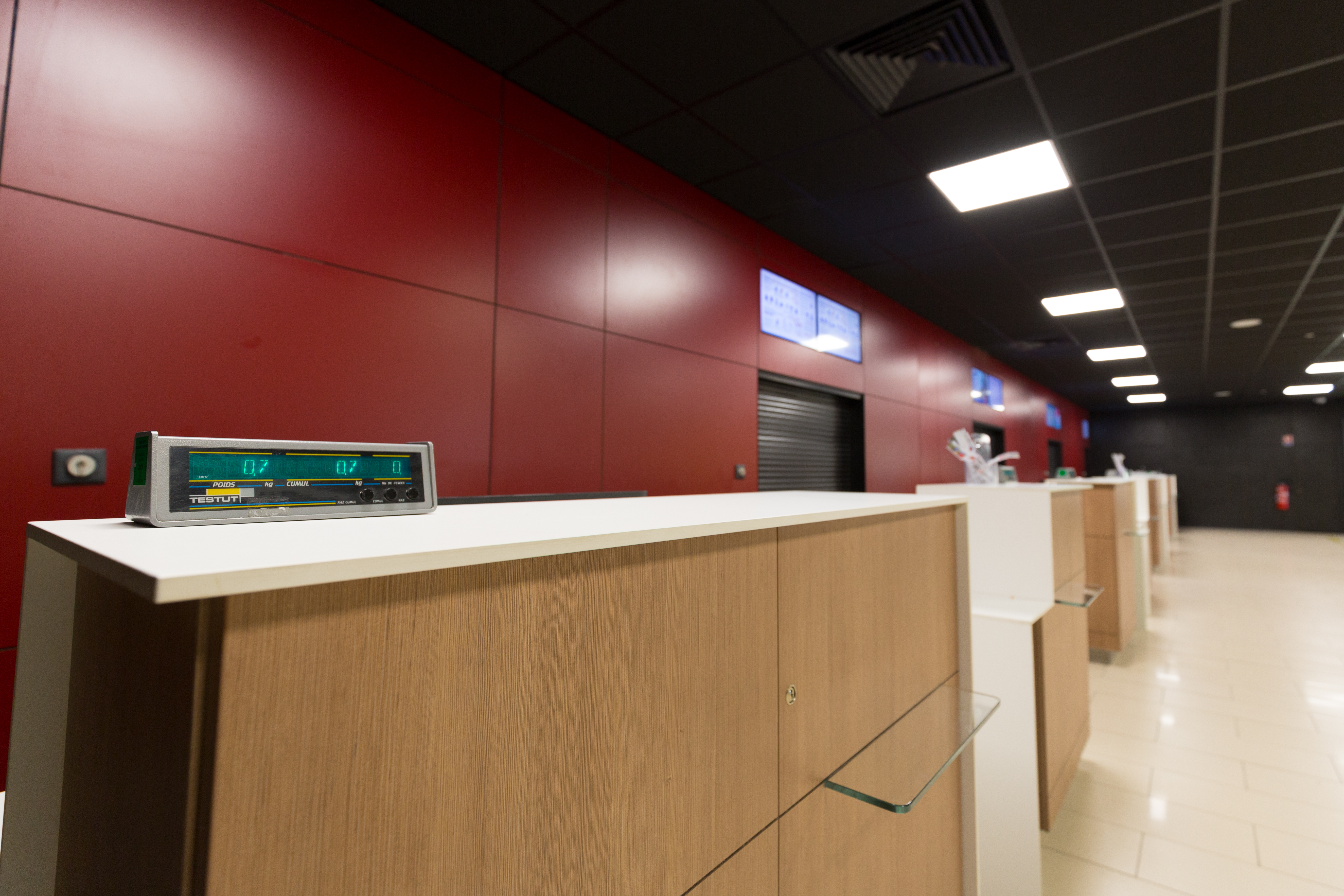
Comptoirs d'enregistrement Aéroport Perpignan-Rivesaltes
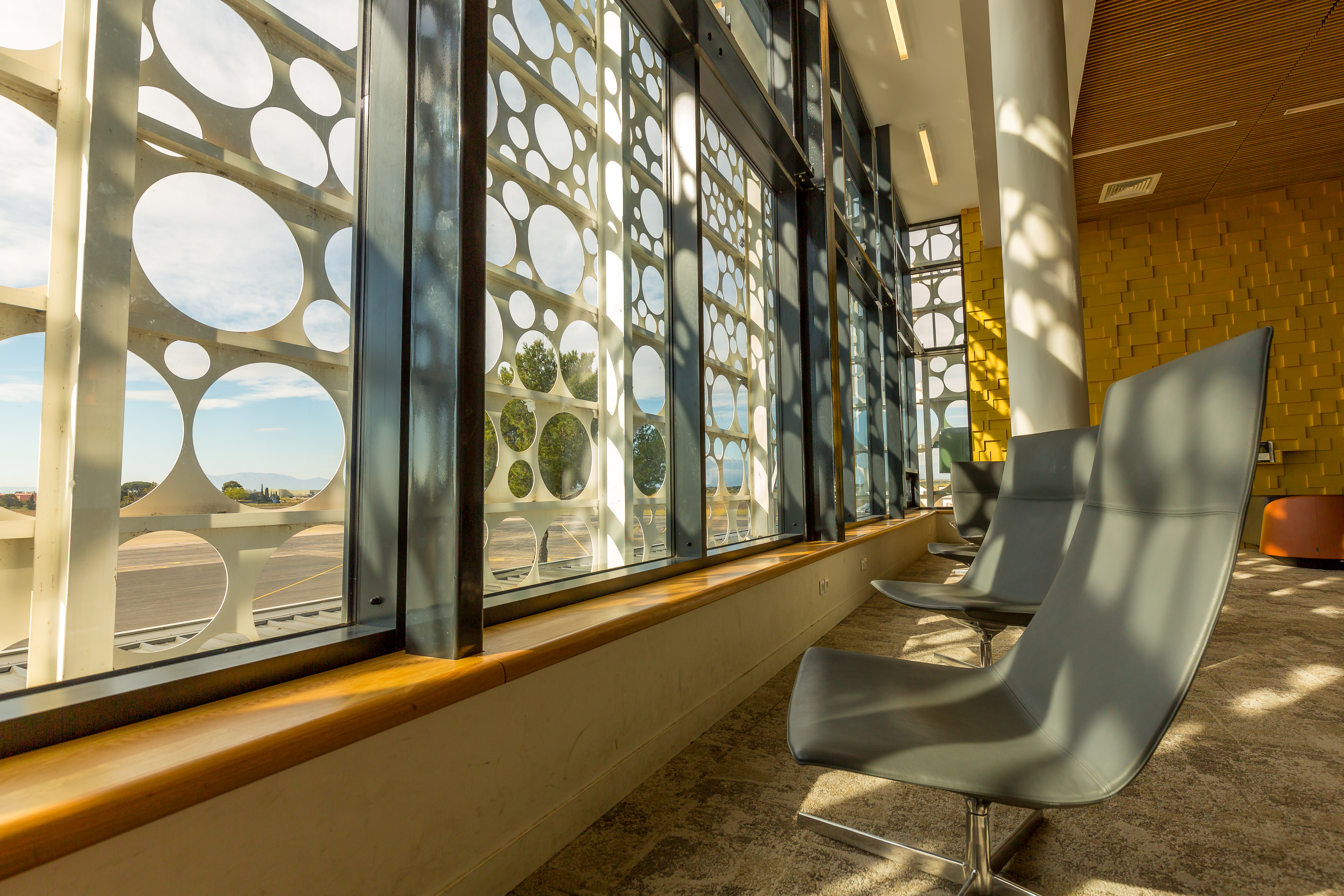
Salon salle d'embarquement Aéroport Perpignan-Rivesaltes
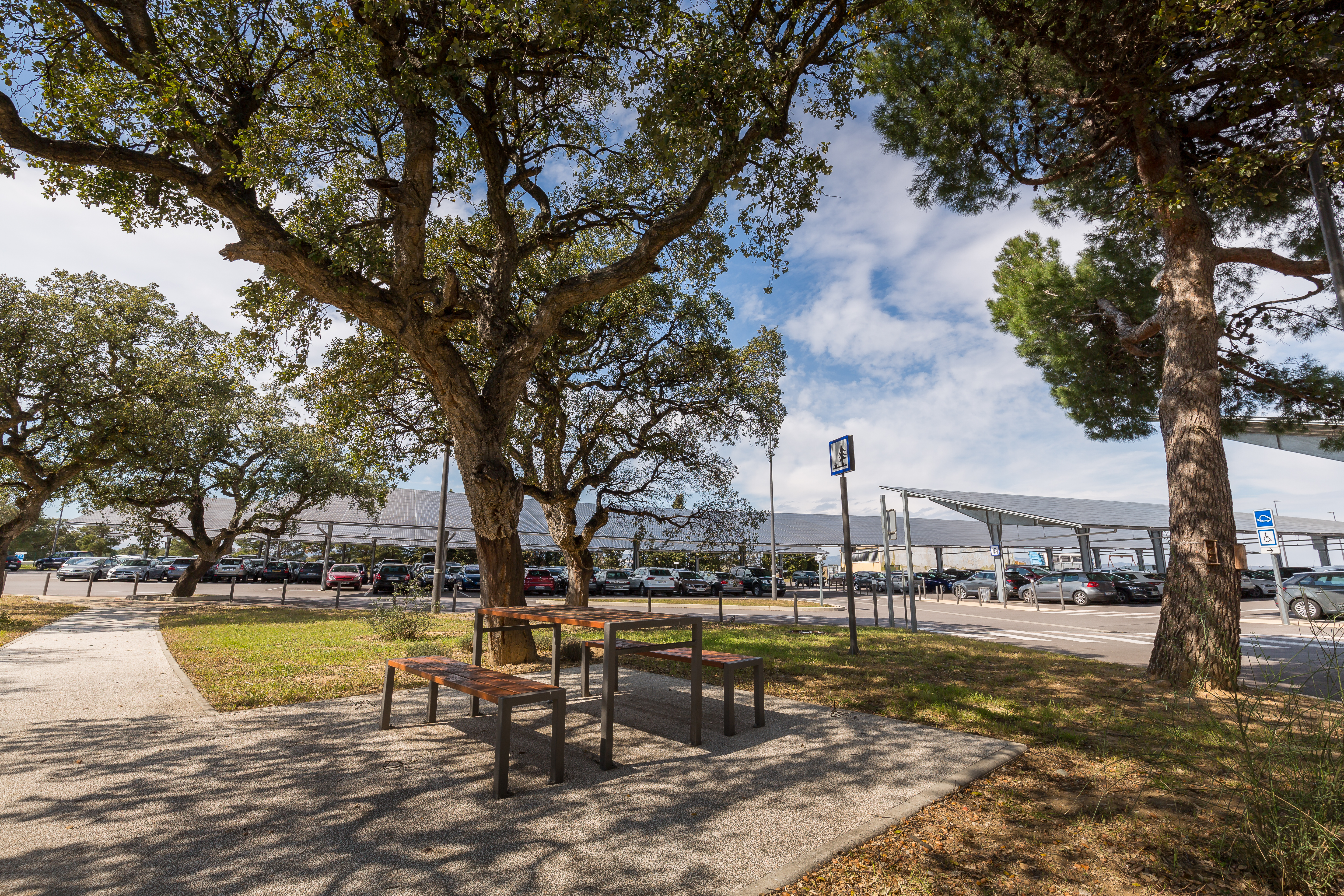
Parking Aéroport Perpignan-Rivesaltes
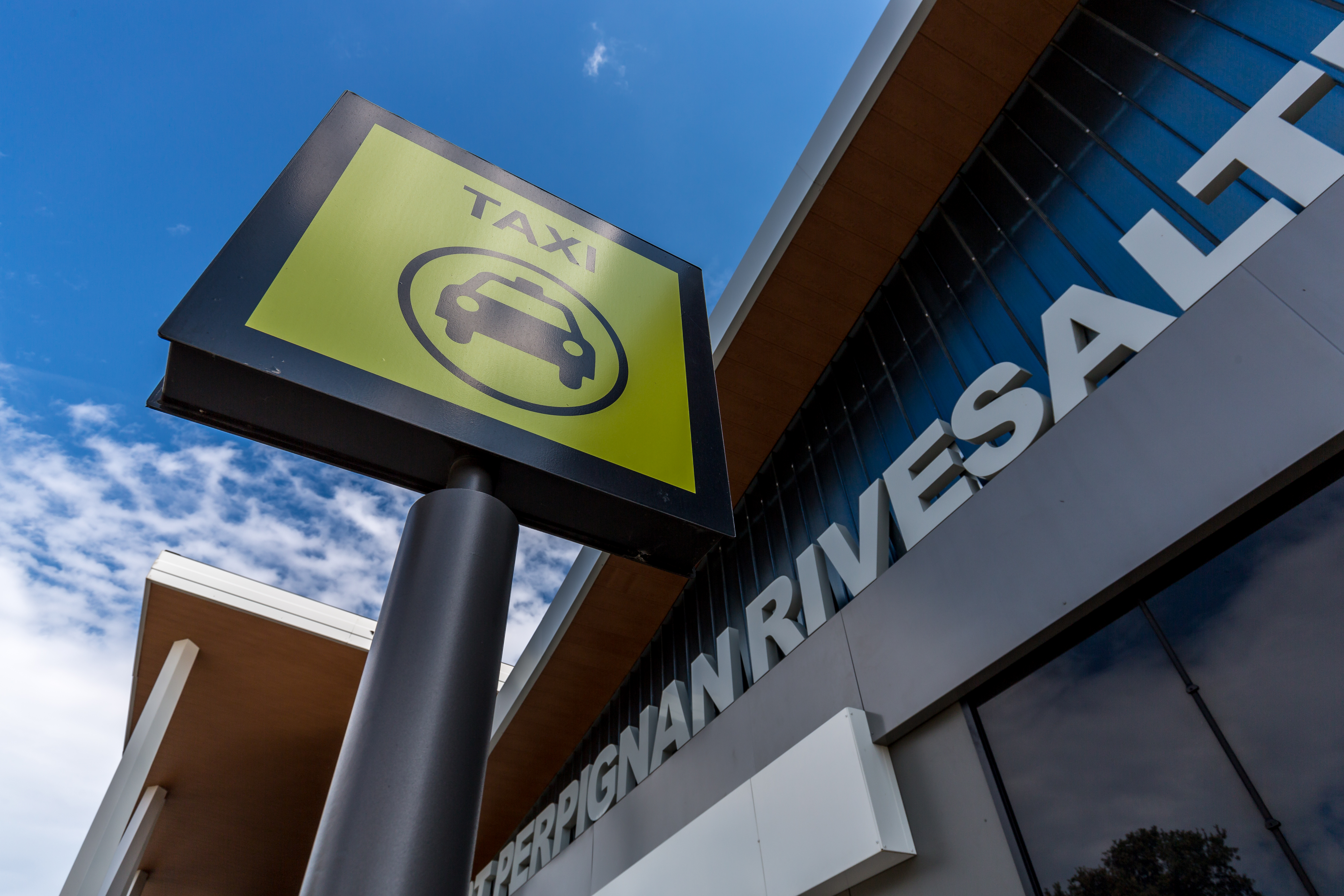
Taxi aéroport Perpignan-Rivesaltes
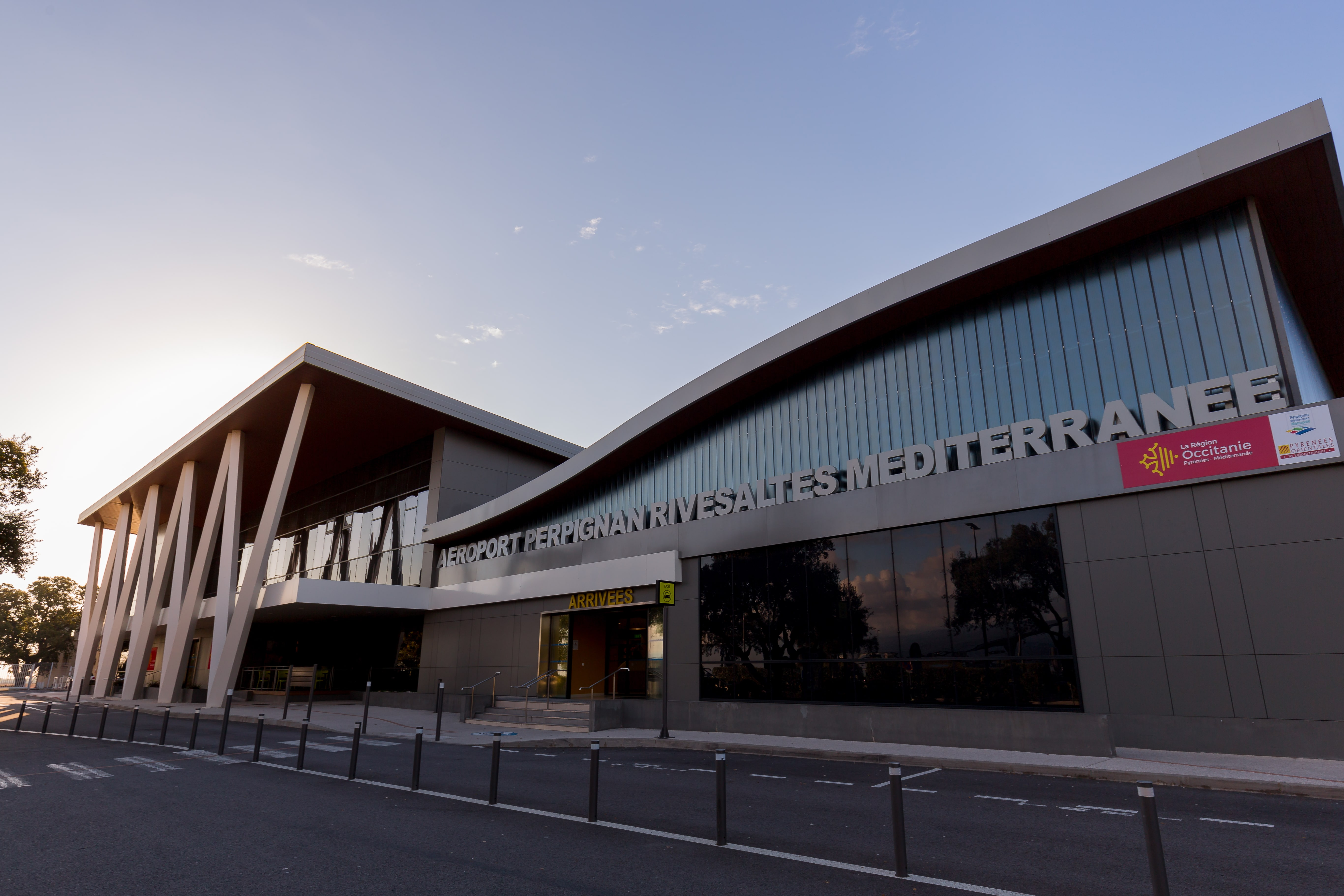
Aéroport Perpignan Rivesaltes

### Photographies des avions

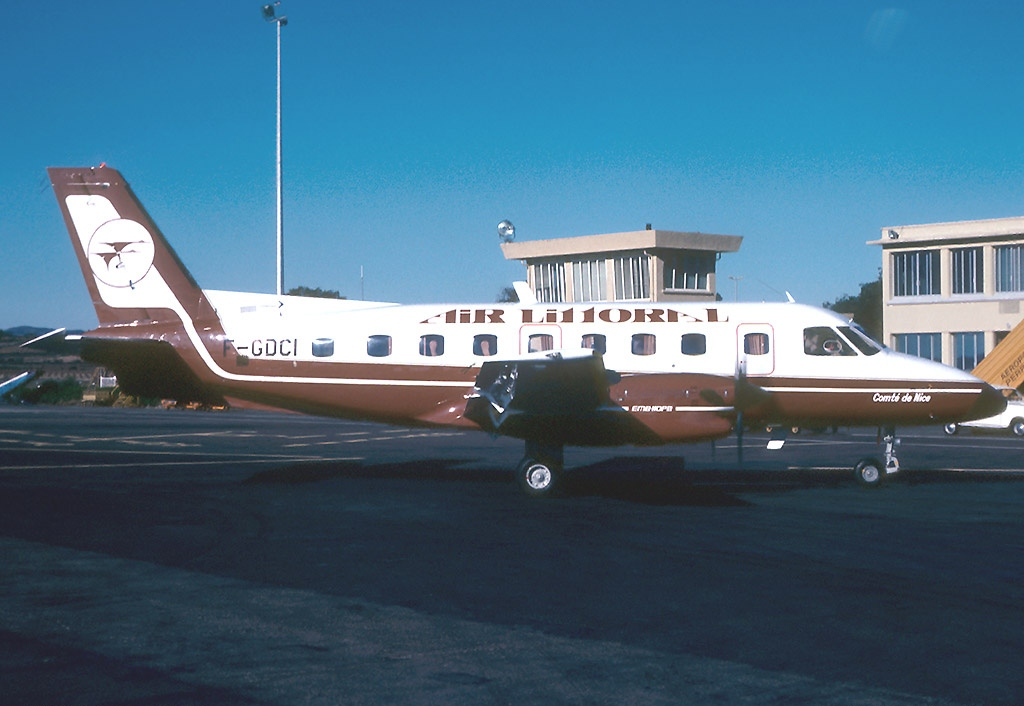
Embraer 110 Air Littoral en 1982
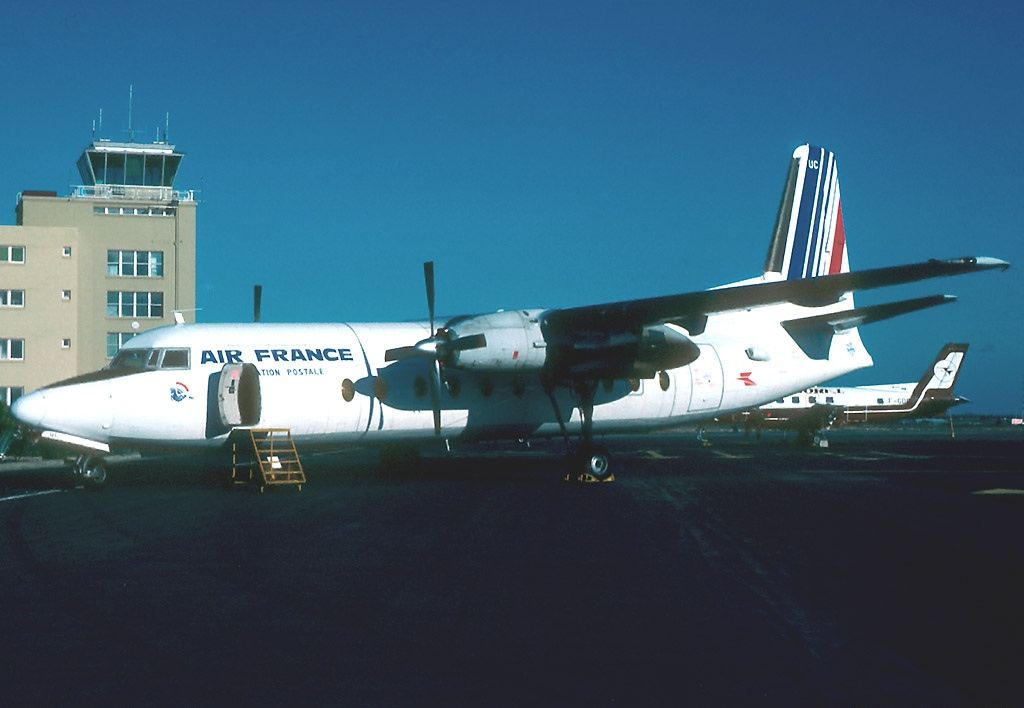
Fokker F-27 de l'Aviation Postale Air France en 1982
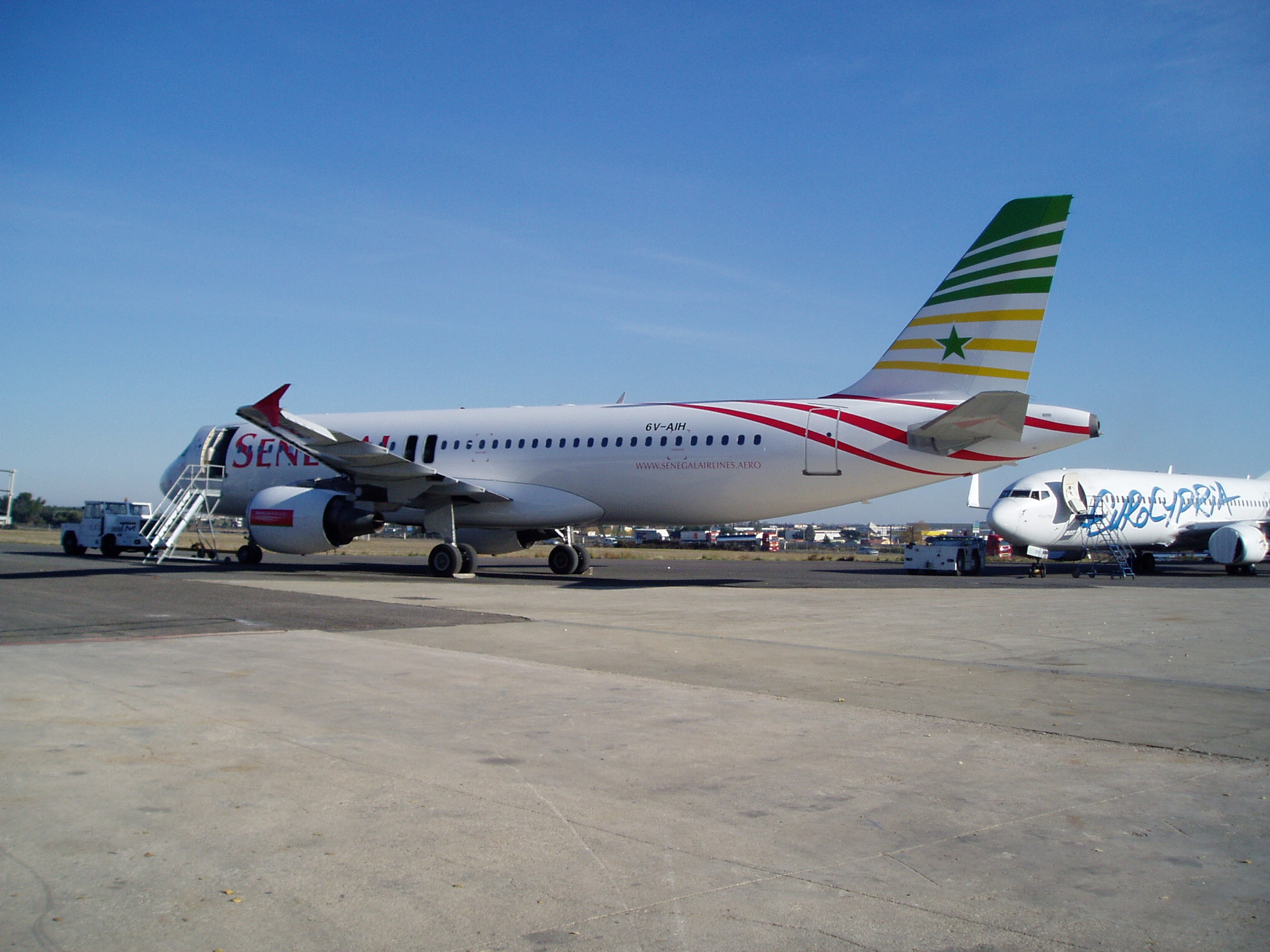
Sud Aviation Caravelle 11R (5N-AWQ) en 1985
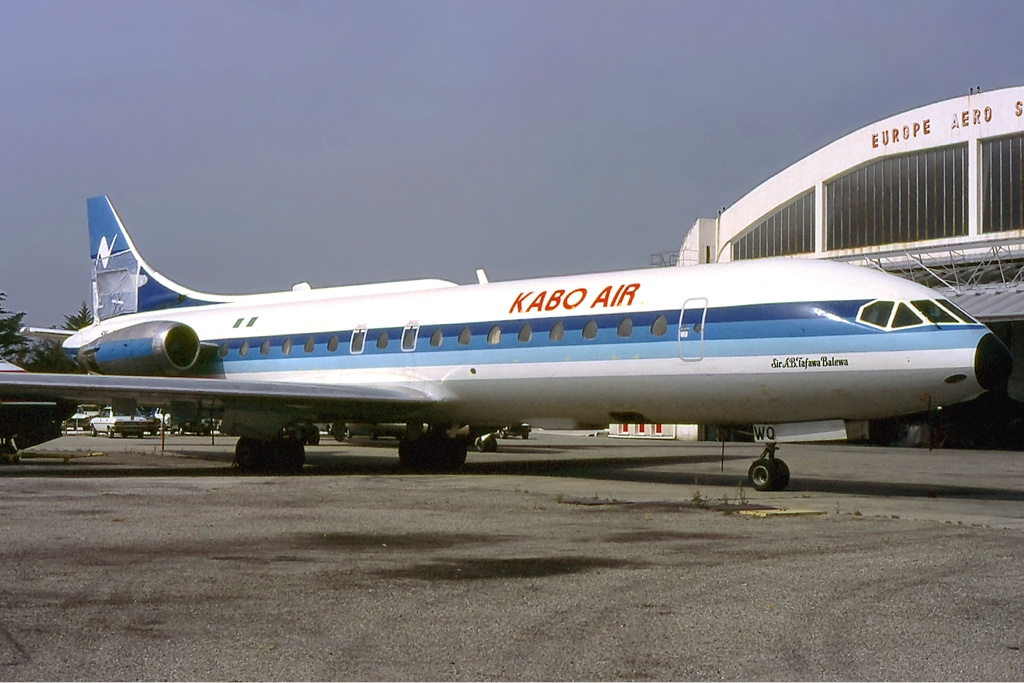
Ancienne caravelle d'Air Inter en 1985 pour Kabo Air.
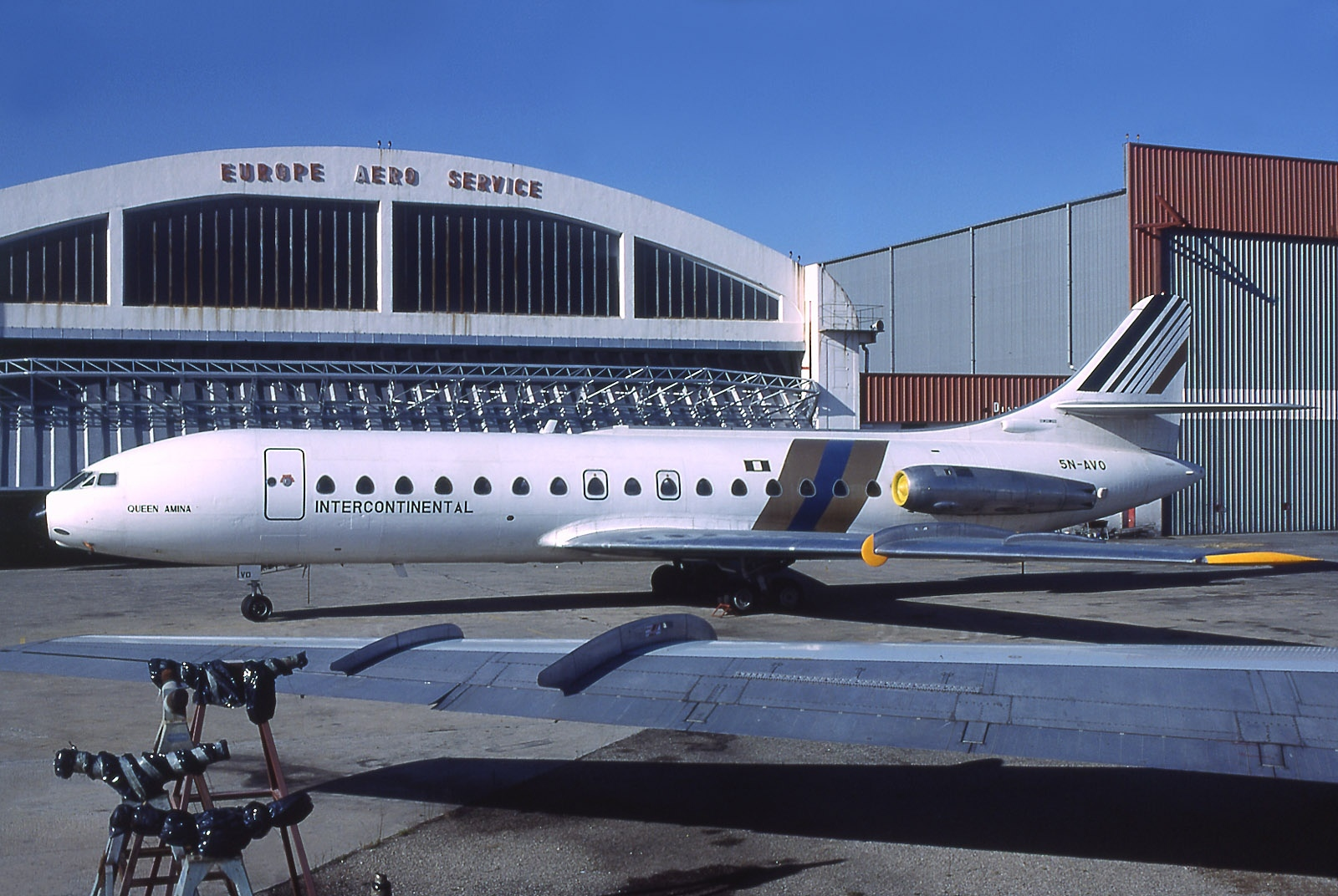
Sud SE-210 Caravelle III de Intercontinental Airlines, ex- Air Inter F-BNKK en décembre 1983.
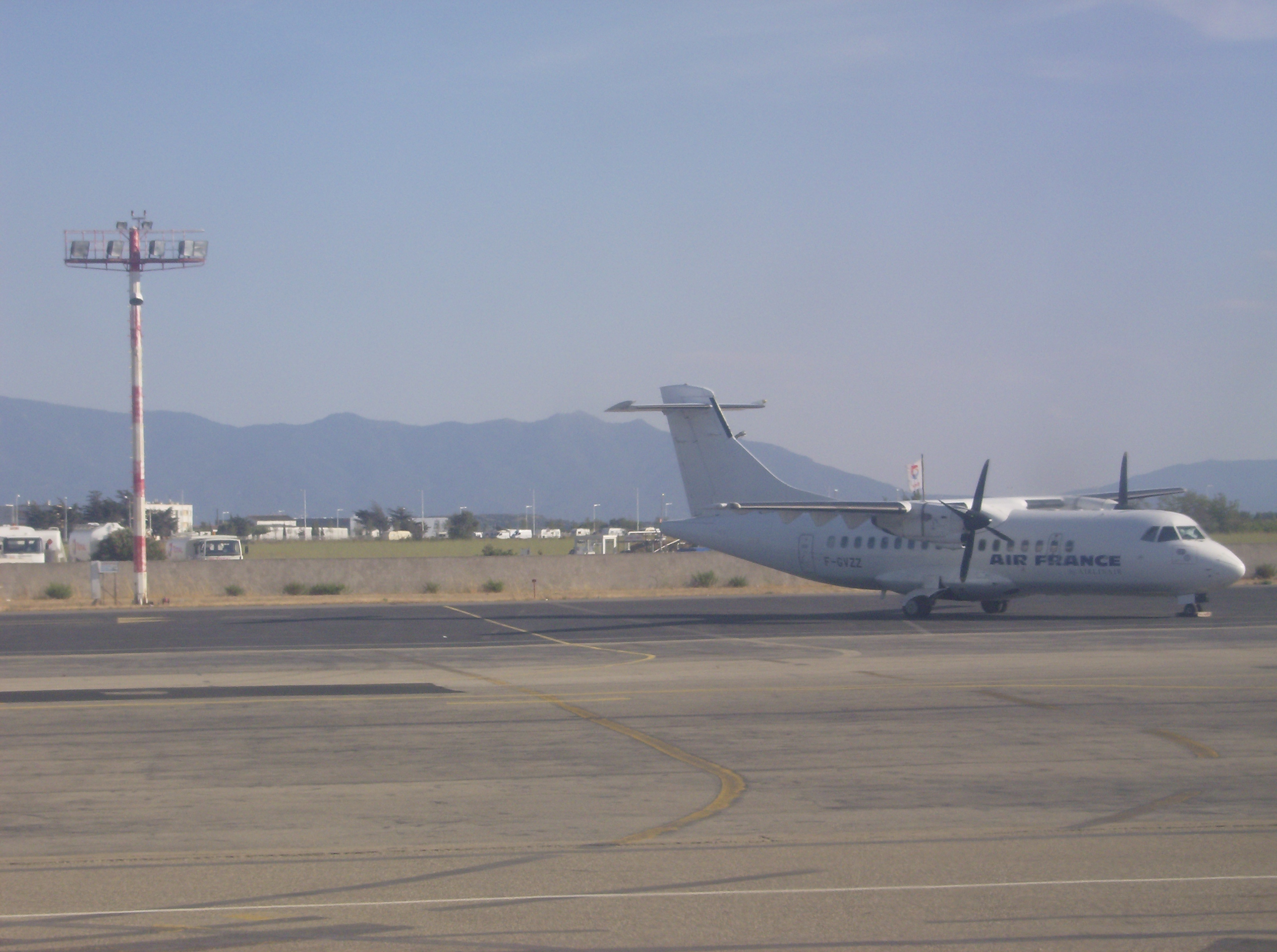
ATR 42 d'Airlinair en 2006
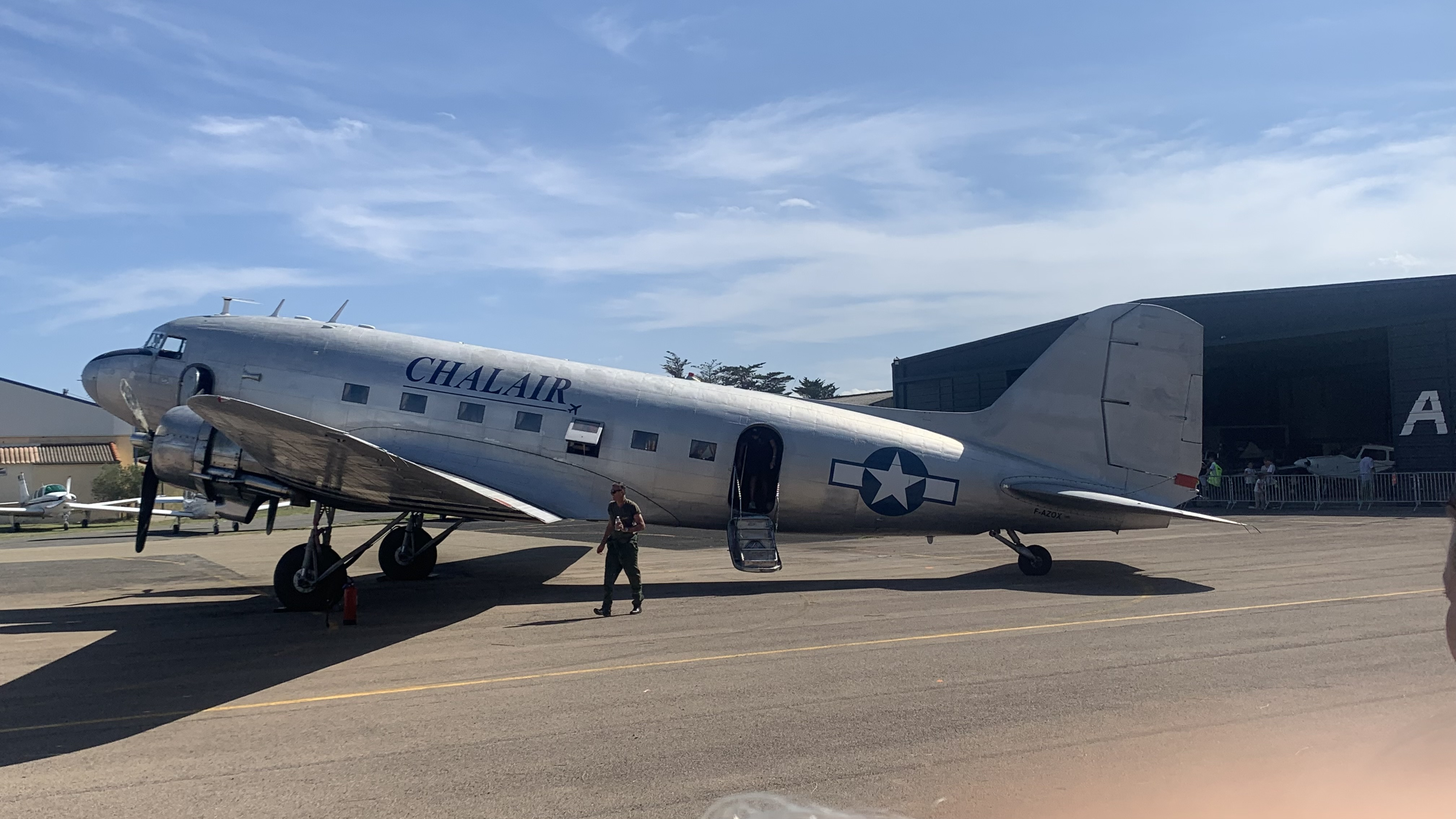
Un Douglas DC-3 de la compagnie Chalair a l’aéroport de Perpignan en septembre 2023
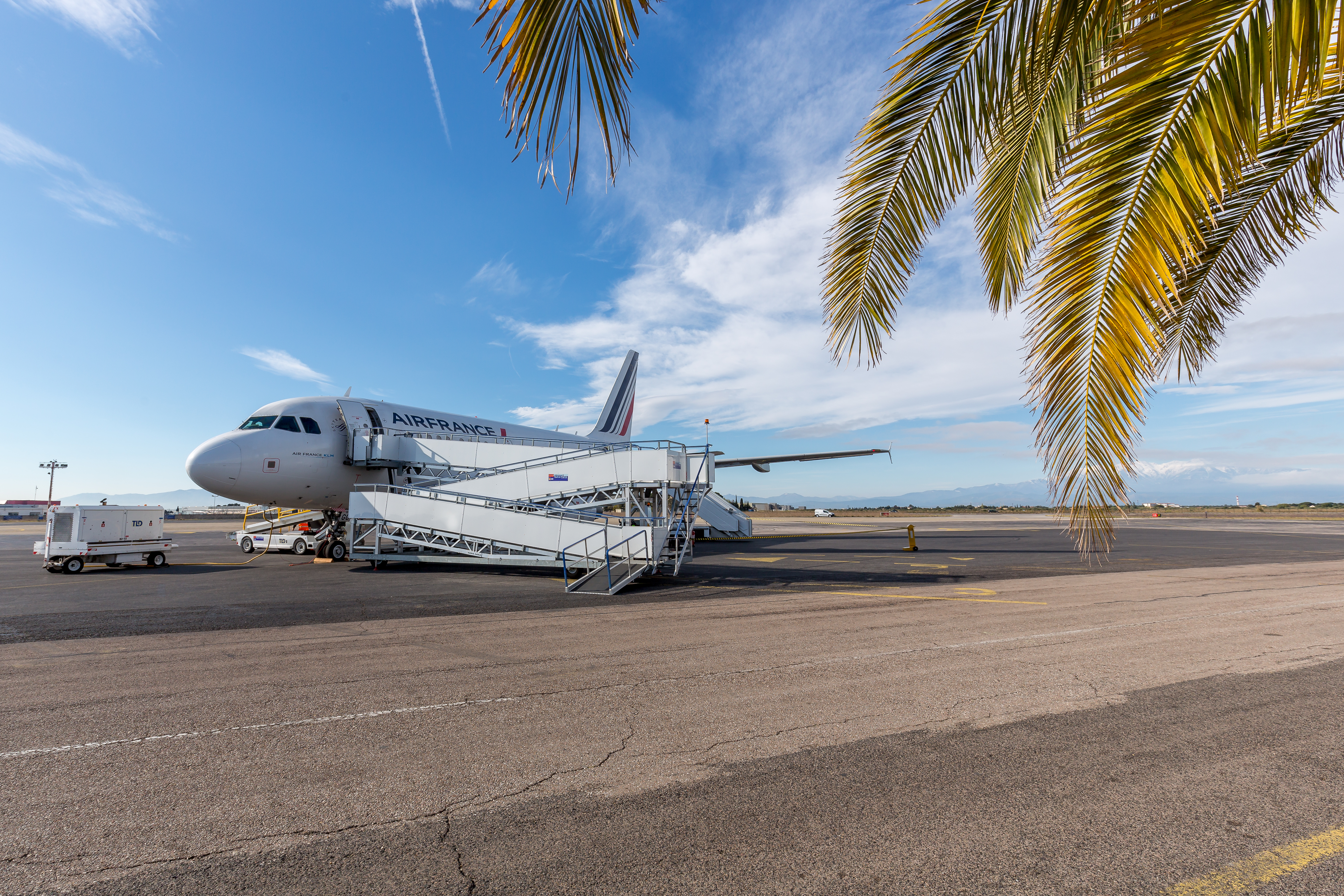
Airbus A318 d'Air France en escale à l'aéroport de Perpignan-Rivesaltes
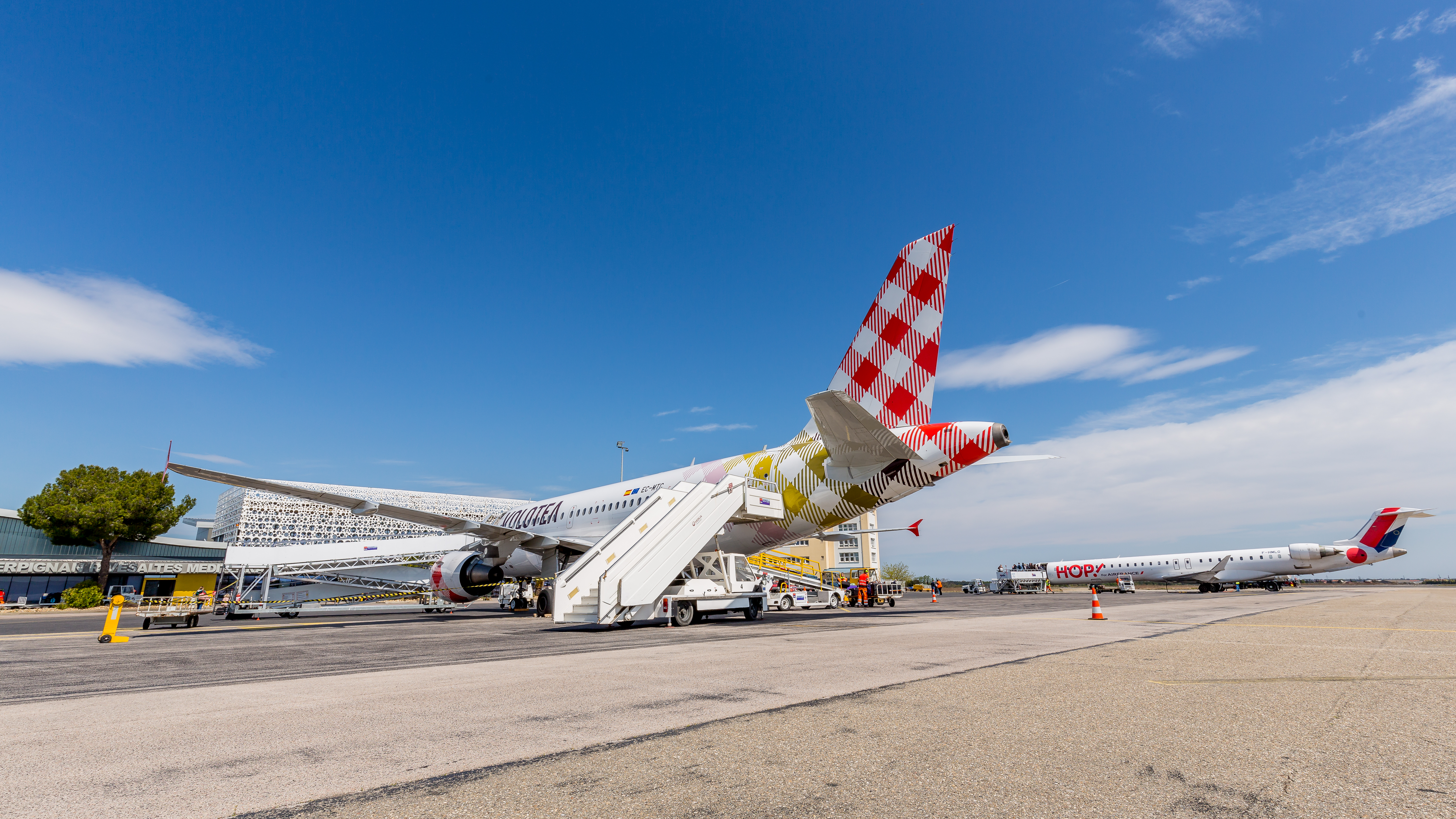
Avions de Volotea et Hop! By Air France sur le tarmac de Perpignan en 2019

### Logos

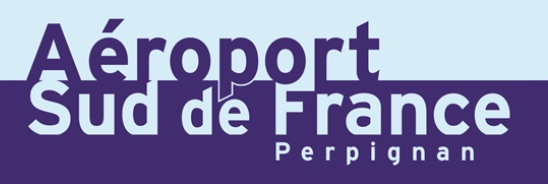
2019
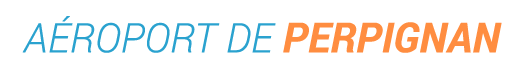
2016
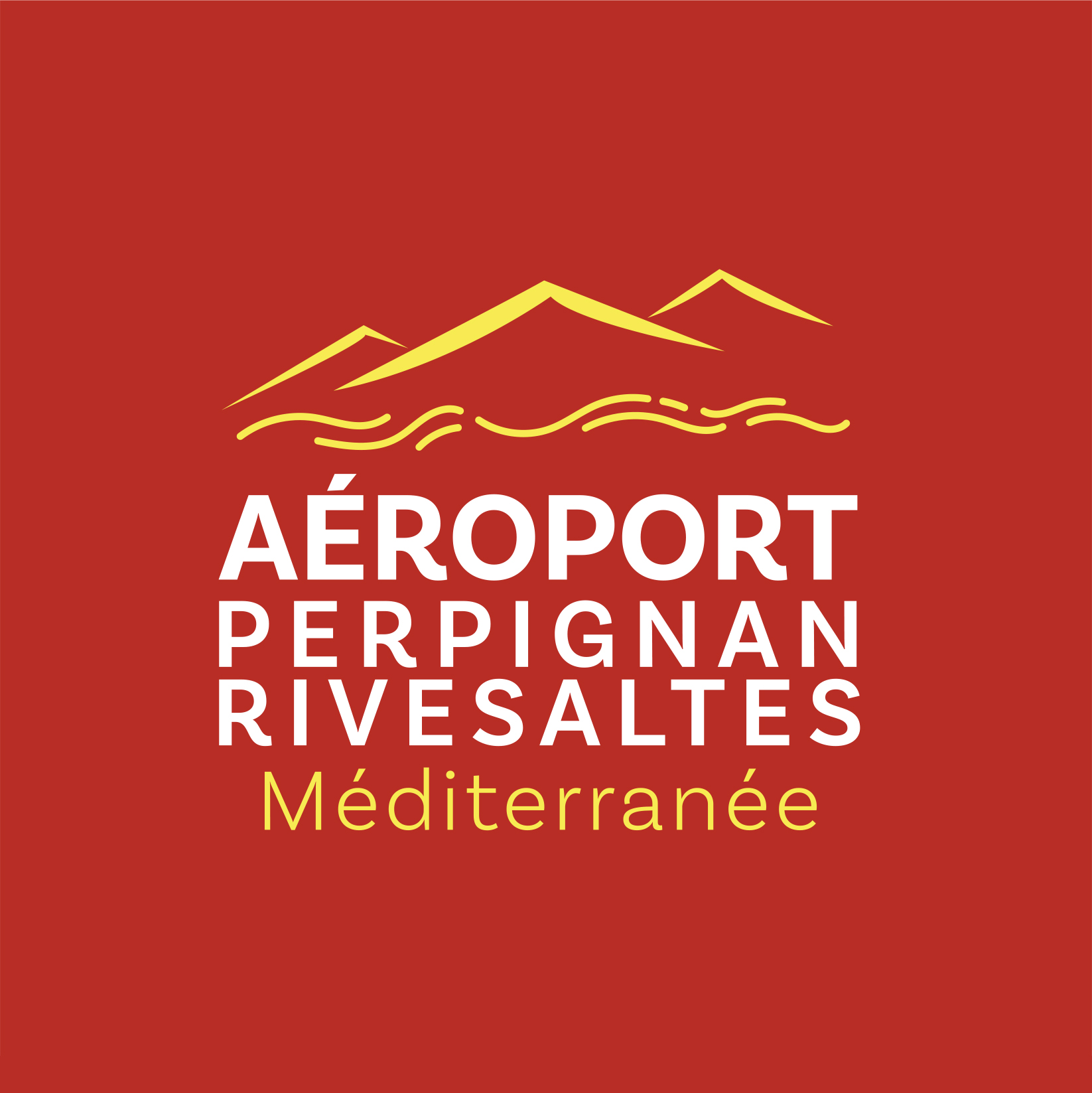
2023
Logo des 100 ans de l'aéroport de Perpignan 1923-2023

## Statistiques
| Année | Passagers | Dont compagnies à bas prix | Mouvements | Fret (t) |
| ----- | --------- | -------------------------- | ---------- | -------- |
| 2000  | 528 289   | -                          | 38 850     | 271      |
| 2001  | 433 002   | -                          | 34 782     | 85       |
| 2002  | 647 561   | -                          | 34 438     | 11       |
| 2003  | 470 073   | -                          | 29 934     | 0        |
| 2004  | 446 129   | 159 713                    | 27 276     | 0        |
| 2005  | 428 811   | 141 839                    | 30 547     | 0        |
| 2006  | 448 963   | 171 108                    | 29 967     | 0        |
| 2007  | 422 798   | 156 446                    | 29 752     | 0        |
| 2008  | 458 023   | 196 032                    | 37 744     | 0        |
| 2009  | 425 073   | 169 025                    | 39 152     | 0        |
| 2010  | 363 662   | 123 943                    | 35 877     | 0        |
| 2011  | 370 565   | 112 950                    | 38 616     | 0        |
| 2012  | 349 871   | 111 793                    | 42 265     | 0        |
| 2013  | 366 551   | 110 192                    | 36 409     | 0        |
| 2014  | 353 872   | 114 367                    | 37 072     | 0        |
| 2015  | 367 711   | 122 476                    | 41 108     | 0        |
| 2016  | 377 214   | 107 411                    | 43 353     | 0        |
| 2017  | 410 323   | 121 072                    | 44 197     | 0        |
| 2018  | 463 235   | 156 724                    | 50 191     | 0        |
| 2019  | 447 938   | 150 178                    | 54 662     | 0        |
| 2020  | 189 303   | 35 753                     | 48 422     | 0        |
| 2021  | 256 728   | 89 962                     | 66 680     | 0        |
| 2022  | 415 904   | 366 254                    | 64 498     | 0        |
| 2023  | 478 936   | 441 917                    | 56 282     | 0        |
| 2024  | 501 376   | 463 689                    | 61 189     | 0        |

## Transports
La ligne 6 du réseau Sankéo relie régulièrement l'aéroport à Perpignan. On peut également appeler la compagnie pour des transports à la demande à certains horaires.
Des autocars relient l'aéroport de Perpignan aux stations de ski des Pyrénées comme Font-Romeu et Les Angles.